# عقداء منتفخة
العَقداء المنتفخة نوع نباتي يتبع جنس العَقداء من الفصيلة السفندرية.